# Alejandro Sule
Alejandro Miguel Sule Fernández (30 de noviembre de 1960) es un ingeniero eléctrico y político chileno, exmilitante del Partido Radical Socialdemócrata (PRSD). Se desempeñó como diputado de la República en representación del distrito n° 33, de la Región del Libertador Bernardo O'Higgins, durante el periodo legislativo 2006-2010.

## Biografía

### Familia
Es hijo de Fresia Fernández Guarda y Anselmo Sule Candia quien fuera senador por la Quinta Agrupación Provincial de O'Higgins y Colchagua (1969- 1977, que terminó anticipadamente en 1973); y senador por la VI Región Novena Circunscripción Senatorial (periodo 1990-1998). Es viudo y padre de cuatro hijos: Vicente, Alejandro, Raimundo y Mariano.

### Estudios y vida laboral
Cursó sus estudios primarios y secundarios en el Instituto Nacional (Santiago) y los concluyó en México en la secundaria Francisco Possenti. Continuó su educación superior en la Universidad Nacional Autónoma de México (UNAM) donde recibió el título de ingeniero eléctrico. Posteriormente, en Chile cursó un posgrado sobre gestión empresarial en la Universidad de Chile.
En México, se desempeñó en el Instituto Latinoamericano de Estudios Económicos, Sociales y de la Comunicación (Ilesco) y participó en agrupaciones de canto y baile de música chilena. En 1988, regresó a Chile, con el objetivo de trabajar junto a su padre en la recuperación de la democracia. Se instaló definitivamente en el país el año 1991. En esos años, se desempeñó como empresario en el área de desarrollo de nuevos mercados de exportación.
En 1998, por motivos profesionales, permaneció en el extranjero. Regresó en 2002, para desempeñarse como pequeño empresario en el área del comercio exterior.

## Trayectoria política

### Inicios
Se inició en política a temprana edad junto a su padre y fue militante de la Juventud Radical de Chile (JR).
Entre 1991 y 2005, participó en la organización y realización de las «Jornadas Solidarias de la Sexta Región». En esta actividad, organizada por el entonces Partido Radical Socialdemócrata (PRSD), equipos de profesionales prestaban sus servicios gratuitamente a personas de escasos recursos.

### Diputado
En las elecciones parlamentarias de 2005, fue elegido como diputado por el entonces distrito n° 33 (correspondiente a las comunas de Codegua, Coinco, Coltauco, Doñihue, Graneros, Machalí, Malloa, Mostazal, Olivar, Quinta De Tilcoco, Rengo y Requínoa), de la Región del Libertador Bernardo O'Higgins, por el período 2006-2010. Obtuvo la primera mayoría distrital con 42.248 votos, correspondientes al 37,24% del total de los sufragios válidamente emitidos.
En su gestión parlamentaria presidió las comisiones permanentes de Minería y Energía; de Superación de la Pobreza, Planificación y Desarrollo Social; y de Agricultura, Silvicultura y Desarrollo Rural. Junto con las comisiones investigadoras por Avisaje del Estado; del Plan Transantiago; y sobre el Servicio Nacional de Menores (Sename). Junto con las comisiones especiales de la Desigualdad y Pobreza; y de Estudio del Régimen Político Chileno. También, formó parte del grupo interparlamentario chileno-mexicano y fue jefe de la bancada de diputados del PRSD.
En las elecciones parlamentarias de 2009 y luego en las parlamentarias de 2013 se presentó a la reelección por el distrito n° 33, pero no resultó electo en ninguna.

### Actividades posteriores
En 2014 asumió como vicepresidente nacional de Partido Radical Socialdemócrata, colectividad de la que renunció (de acuerdo a los registros del partido) luego que se conociera que estaba siendo investigado por el caso SOQUIMICH.
Retornó a la esfera política bajo el segundo gobierno de Michelle Bachelet, desempeñándose entre enero y junio de 2015 como asesor legislativo del Ministerio de Minería, dirigido por Aurora Williams.

## Historial electoral

### Elecciones parlamentarias de 2005
- Elecciones parlamentarias de 2005, candidato a diputado por el distrito 33 (Codegua, Coinco, Coltauco, Doñihue, Graneros, Machalí, Malloa, Mostazal, Olivar, Quinta de Tilcoco, Rengo y Requinoa)[2]

### Elecciones parlamentarias de 2009
- Elecciones parlamentarias de 2009, candidato a diputado por el distrito 33 (Codegua, Coinco, Coltauco, Doñihue, Graneros, Machalí, Malloa, Mostazal, Olivar, Quinta de Tilcoco, Rengo y Requinoa)[3]

### Elecciones parlamentarias de 2013
- Elecciones parlamentarias de 2013, candidato a diputado por el distrito 28 (Lo Espejo, Pedro Aguirre Cerda y San Miguel) [4]